# Nakamura Tekisai

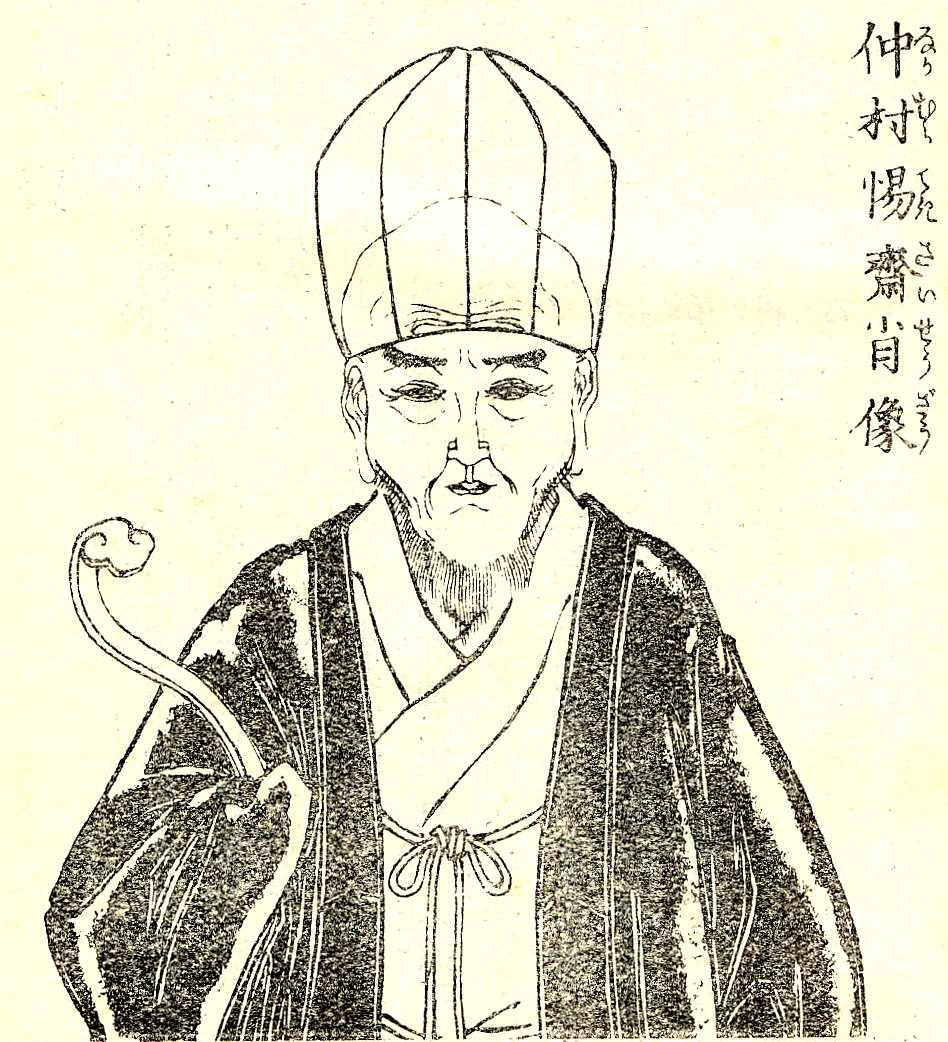
Nakamura Tekisai

Nakamura Tekisai (japanisch 中村 惕斎; geboren 3. März 1629 in Kyōto; gestorben 19. August 1703) war ein japanischer Neo-Konfuzianist und Autor naturwissenschaftlicher Bücher in der frühen Edo-Zeit.

## Leben und Wirken
Nakamura Tekisai war ein Konfuzianist der Teishu-Schule (程朱学派) in der frühen Edo-Zeit. Sein Name war Shikin, sein Spitzname war Keiho (敬甫), und er wurde allgemein Shichizaemon (七左衛門) und später Nakajirō (仲二郎) genannt. Tekisai war sein Künstlername. Obwohl seine Herkunft nicht geklärt werden kann, wird vermutet, dass er Mitglied einer Kaufmannsfamilie war. Trotzdem stand er mit seiner Gelehrsamkeit auf der gleichen Höhe wie der gleichaltrige Itō Jinsai (1627–1705), der in seiner Schule Kogidō (古義堂) unterrichtete. Nakamura war zwar unter Kaufleuten aufgewachsen, war aber wissbegierig und gleichgültig gegenüber Reichtum. Seine Gelehrsamkeit stützte sich auf die Cheng-Zhu-Schule, und ohne darin tief eingewiesen zu sein, verfocht er eine aufrichtige Moral.
Das „Shisho jimō kuge“ (四書示蒙句解) – etwa „Vier Bücher gegen Unwissenheit“, das in 27 Bänden erschien, ist Nakamuras Hauptwerk. Er ist für seine Gelehrsamkeit bekannt und hat über 80 Bücher geschrieben, darunter über Lebewesen, Astronomie, Geographie, Skalen und Maße, Etikette und anderes mehr. Wie die Cheng-Zhu-Schule in Kyōto blieb auch er Zhu Xi treu und zeichnete sich daneben durch historische Forschung aus.
Später diente Nakamura als konfuzianistischer Beamter der Tokushima-Domäne. In Bezug auf ernsthafte Gelehrsamkeit und Persönlichkeit ist er mit Jinsai vergleichbar, übertrifft Jinsai jedoch in Bezug auf Bücher und Wissen.
Zu seinen naturwissenschaftlichen Werken gehört das „Kinmō zui“ (訓蒙図彙) in 20 Bänden aus dem Jahr 1666, aus dem folgende Abbildungen stammen.

## Bücher

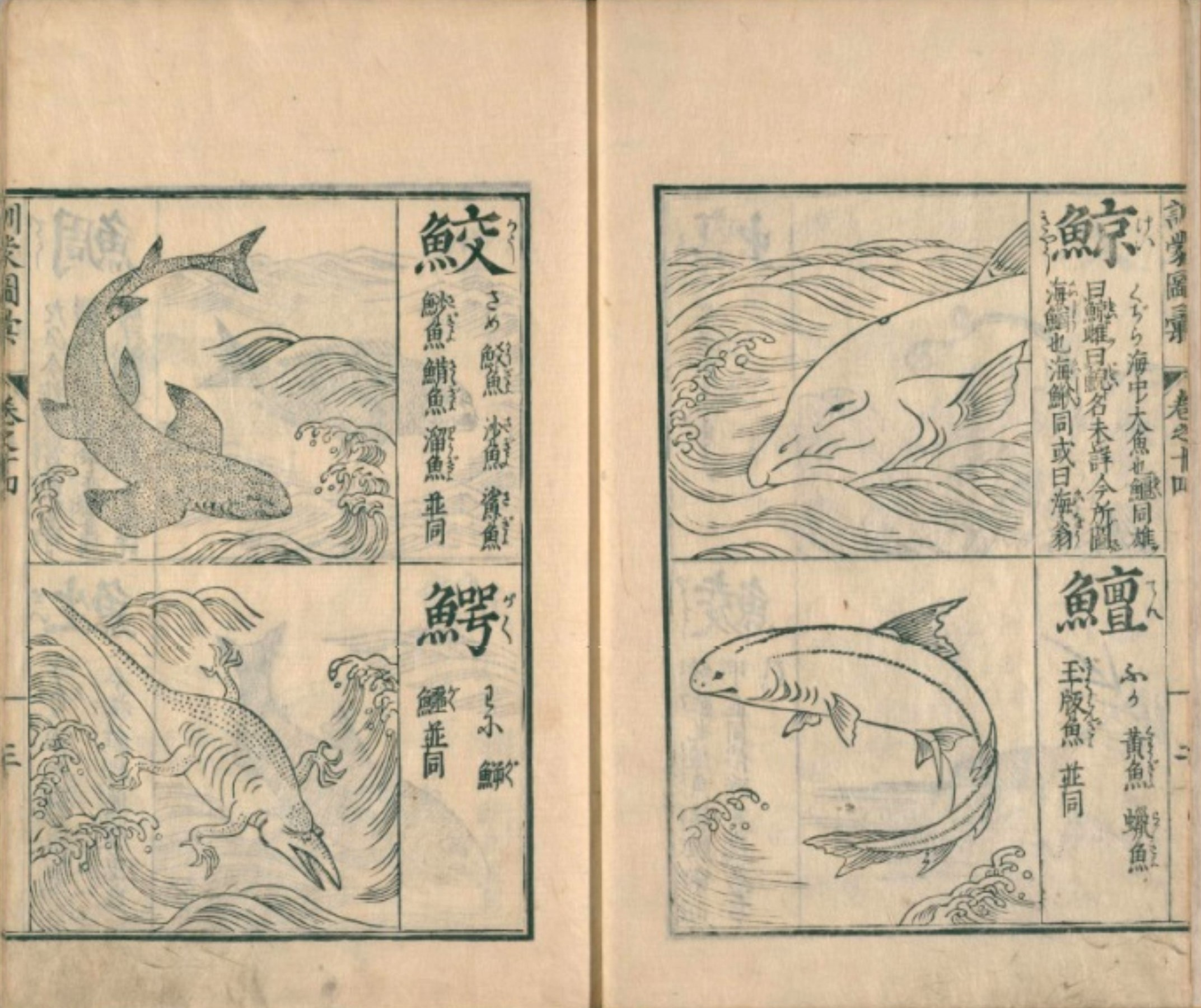
Meerestiere
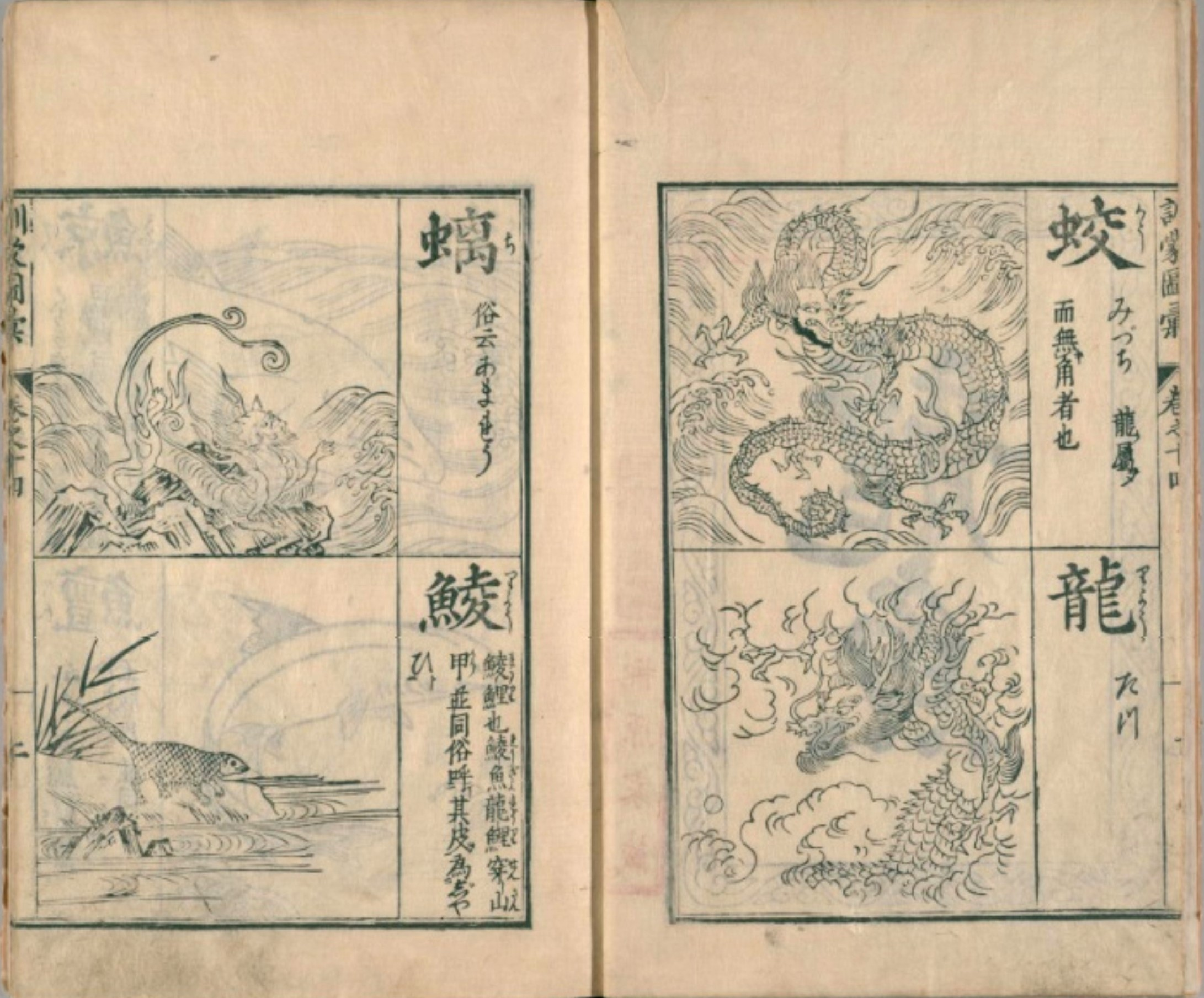
Vögel[A 2]
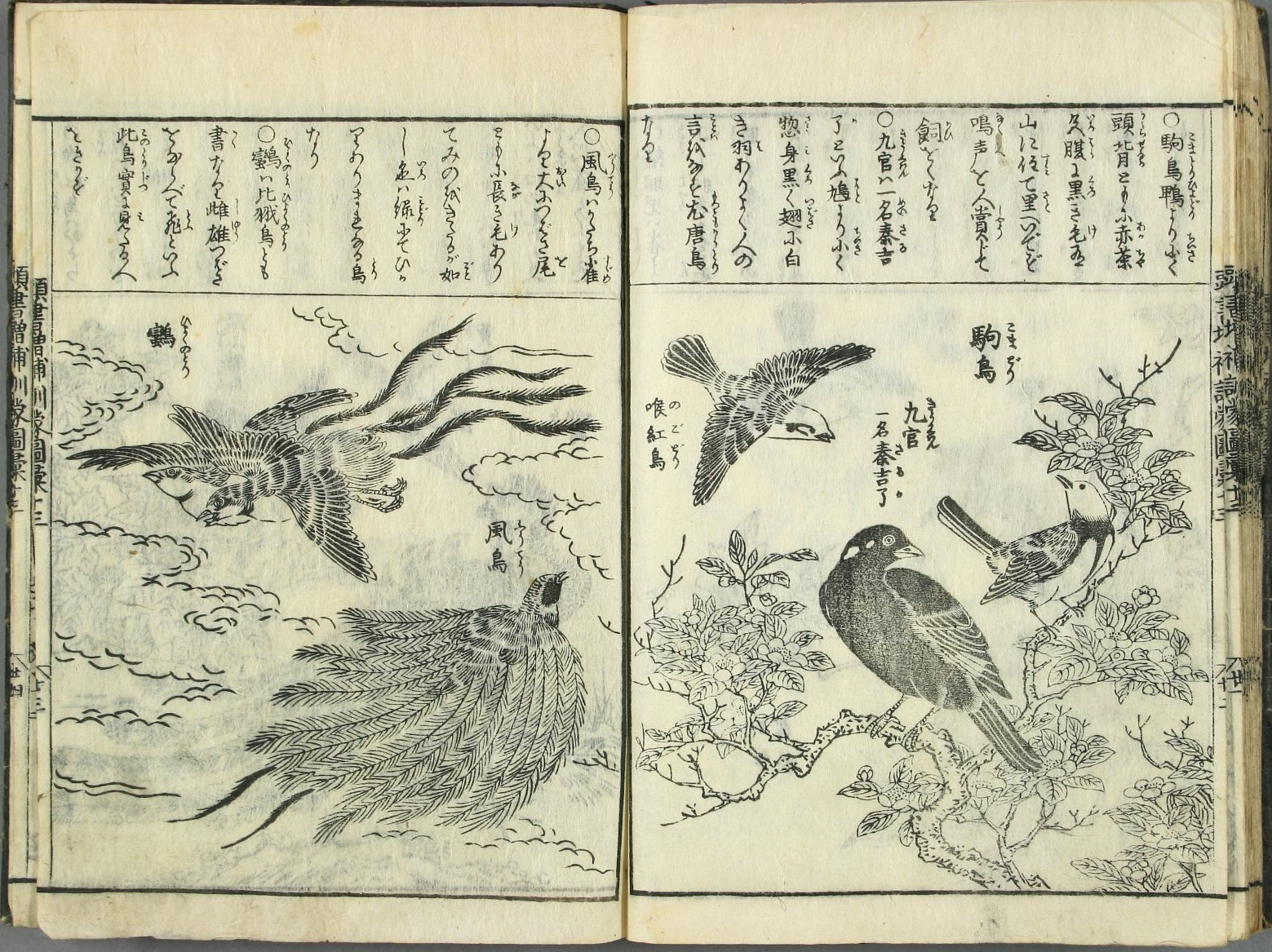
Vögel
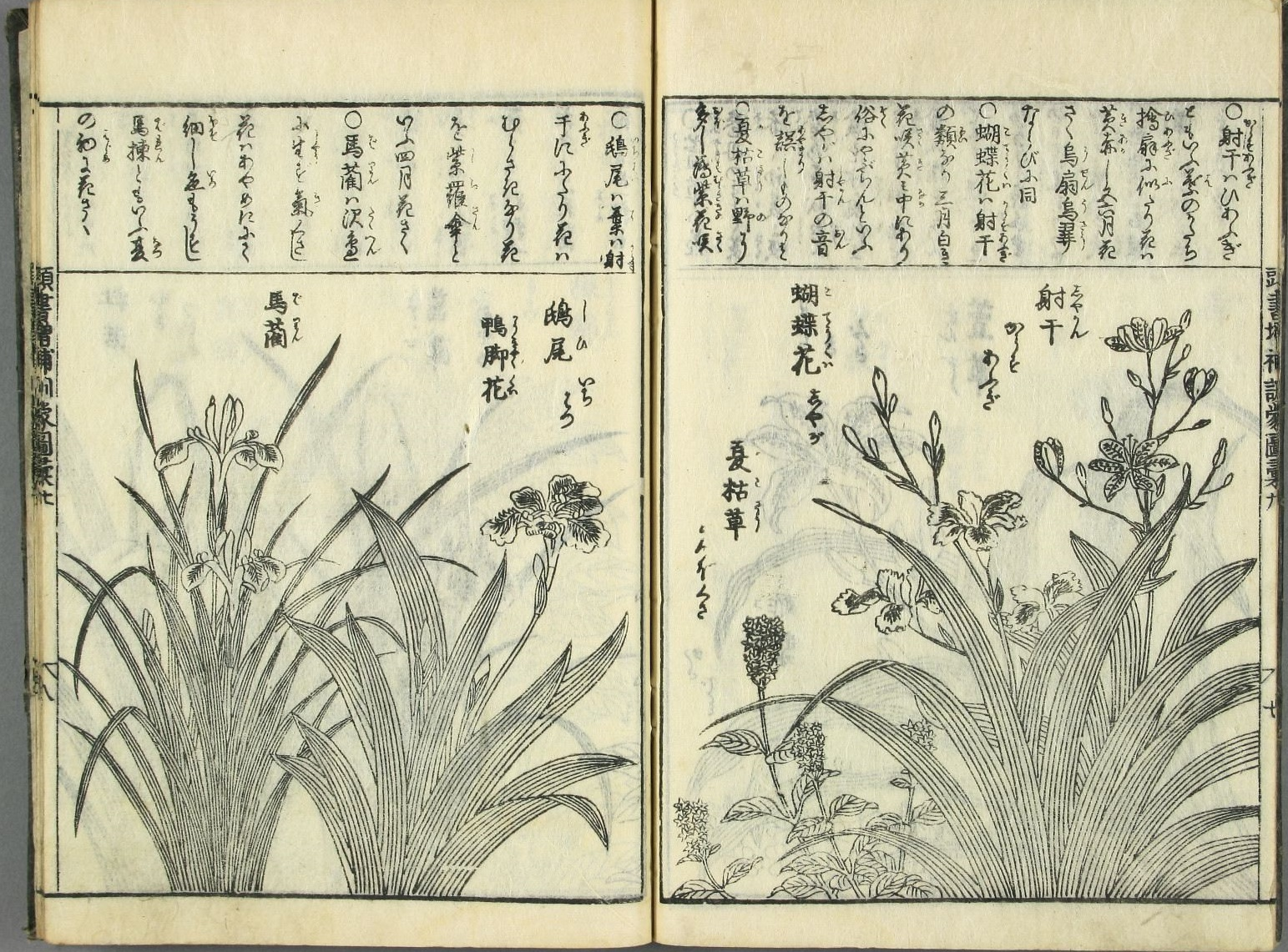
Pflanzen
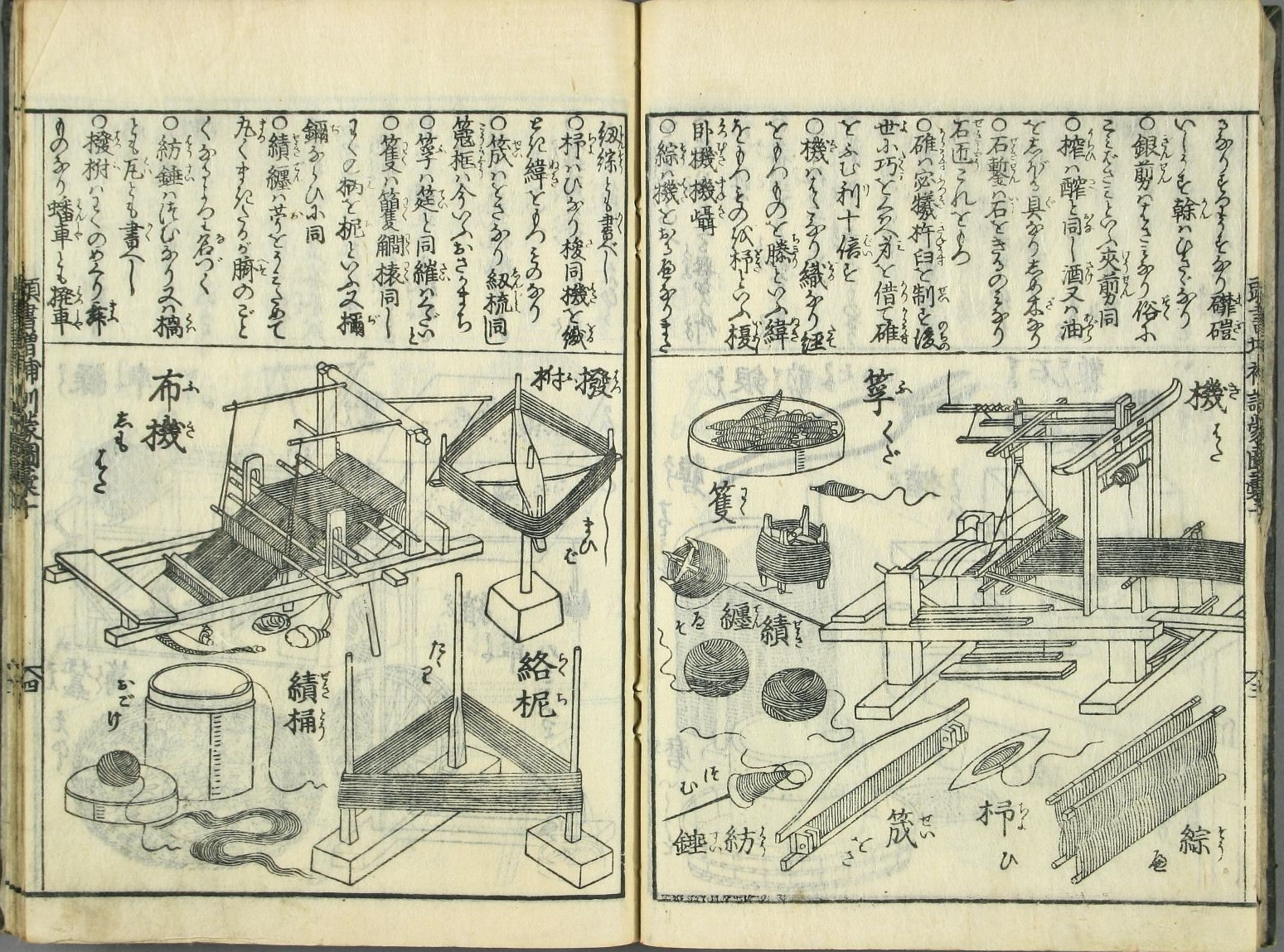
Webstühle